# Ministère des Forêts et de la Faune
Le ministère des Forêts et de la Faune (anglais : Ministry of Forestry and Wildlife) est la structure de l'administration camerounaise chargé de l'élaboration, de la mise en œuvre et de l'évaluation de la politique du Gouvernement en matière de forêt et de faune. Il a été créé en 2004, en remplacement au Ministère de l'Environnement et des Forêts.

## Histoire
Le Ministère des Forêts et de la Faune a été créé en 2004 par décret no 2004/320 du 8 décembre 2004 portant organisation du gouvernement. Il est créé en remplacement du Ministère de l'Environnement et des Forêts.

## Organisation
Le Ministère des Forêts et de la Faune a à sa tête un ministre. Il est assisté dans ses tâches par un secrétariat particulier ; deux conseillers techniques ; une inspection générale ; une brigade nationale des opérations de contrôle forestier et de lutte anti-braconnage ; une administration centrale ; des services déconcentrés ; des services rattachés.

## Missions
Le Ministère des Forêts et de la Faune est responsable : 
- De la gestion et de la protection des forêts du domaine national ;
- De la mise au point et du contrôle de l'exécution des programmes de régénération, de reboisement, d'inventaire et d'aménagement des forêts ;
- Du contrôle du respect de la réglementation dans le domaine de l'exploitation forestière par les différents intervenants ;
- De l'application des sanctions administratives lorsqu'il y a lieu ;
- De la liaison avec les organismes professionnels du secteur forestier ;
- De l'aménagement et de la gestion des jardins botaniques ;
- De la mise en application des conventions internationales ratifiées par le Cameroun en matière de faune et de chasse[4].

## Services rattachés
Deux services sont rattachés au Ministère des Forêts et de la Faune : le Centre de Promotion du Bois et le Centre de Télédétection et de la Cartographie Forestière. 

## Écoles de formation
Deux écoles de formation sont placées sous la tutelle du Ministère des Forêts et de la Faune. La première est l'École nationale des eaux et forêts, créée en 1949, qui est située à Mbalmayo dans le département du Nyong et So'o, région du Centre. Elle forme les agents techniques, des techniciens et techniciens supérieurs des eaux et forêts.
La deuxième est l'École de Faune de Garoua (EFG), qui a été créée par décret présidentiel le 24 août 1970, et est située dans la ville de Garoua, département de la Bénoué, région du Nord du Cameroun.

## Liste des ministres
| Période     | Nom                      |
| ----------- | ------------------------ |
| 2004—2006   | Martin Hilman Egbe Achuo |
| 2006—2011   | Elvis Ngolle Ngolle      |
| 2011—2018   | Philip Ngole Ngwesse     |
| Depuis 2018 | Jules Doret Ndongo       |